# Codonopsis inflata
Codonopsis inflata är en klockväxtart som beskrevs av Joseph Dalton Hooker. Codonopsis inflata ingår i släktet Codonopsis, och familjen klockväxter. Inga underarter finns listade i Catalogue of Life.